# Österreichische Alpine Skimeisterschaften 2024
Die Österreichischen Alpinen Skimeisterschaften 2024 fanden von 9. bis 12. April 2024 auf der Reiteralm in der Steiermark statt. Die Rennen waren zumeist international besetzt, um die Österreichische Meisterschaft fuhren jedoch nur die österreichischen Teilnehmer.

## Übersicht
| Disziplin    | Datum             | Staatsmeister     | Verein                   | Datum             | Staatsmeisterin                | Verein                       |
| ------------ | ----------------- | ----------------- | ------------------------ | ----------------- | ------------------------------ | ---------------------------- |
| Abfahrt      | 09.04.2024        | Otmar Striedinger | Innerkrems-Eisentratte   | 09.04.2024        | Lena Wechner                   | Finkenberg                   |
| Super-G      | 11.04.2024        | Raphael Haaser    | Achensee                 | 11.04.2024        | Franziska Gritsch Emily Schöpf | Sölden-Hochsölden Tschagguns |
| Riesenslalom | 12.04.2024        | Adrian Pertl      | Reichenau-Turracher Höhe | 12.04.2024        | Viktoria Bürgler               | Dienten am Hochkönig         |
| Slalom       | 11.04.2024        | Fabio Gstrein     | Sölden-Hochsölden        | 11.04.2024        | Maja Waroschitz                | Schwaz                       |
| Kombination  | nicht ausgetragen | nicht ausgetragen | nicht ausgetragen        | nicht ausgetragen | nicht ausgetragen              | nicht ausgetragen            |

## Herren

### Abfahrt
| Platz | Name                 | Zeit        |
| ----- | -------------------- | ----------- |
| 01    | Otmar Striedinger    | 1:01,13 min |
| 02    | Daniel Danklmaier    | 1:01,19 min |
| 03    | Matteo Haas          | 1:01,23 min |
| 04    | Stefan Eichberger    | 1:01,53 min |
| 05    | Manuel Traninger     | 1:01,81 min |
| 06    | Jonathan Kröll       | 1:01,87 min |
| 07    | Philipp Lintschinger | 1:01,92 min |
| 08    | Niklas Skårdal       | 1:01,98 min |
| 09    | Fabian Bachler       | 1:02,05 min |
| 10    | Vincent Wieser       | 1:02,17 min |

Datum: 9. April 2024

Ort: Reiteralm

Start: 1865 m, Ziel: 1404 m

Höhendifferenz: 461 m

Tore: 24

### Super-G
| Platz | Name               | Zeit    |
| ----- | ------------------ | ------- |
| 01    | Raphael Haaser     | 46,60 s |
| 02    | Otmar Striedinger  | 46,67 s |
| 03    | Lukas Feurstein    | 46,73 s |
| 04    | Martin Čater (SLO) | 46,78 s |
| 05    | Matteo Haas        | 46,89 s |
| 06    | Stefan Eichberger  | 46,93 s |
| 07    | Daniel Danklmaier  | 46,98 s |
| 08    | Manuel Traninger   | 47,01 s |
| 09    | Fabian Bachler     | 47,08 s |
| 10    | Johannes Strolz    | 47,13 s |

Datum: 11. April 2024

Ort: Reiteralm

Start: 1754 m, Ziel: 1404 m

Höhendifferenz: 350 m

Tore: 27

### Riesenslalom
| Platz | Name                 | Zeit        |
| ----- | -------------------- | ----------- |
| 01    | Adrian Pertl         | 2:08,89 min |
| 02    | Patrick Feurstein    | 2:08,96 min |
| 03    | Fabio Gstrein        | 2:09,05 min |
| 04    | Felix Marksteiner    | 2:09,51 min |
| 05    | Noel Zwischenbrugger | 2:09,77 min |
| 06    | Stefan Brennsteiner  | 2:09,92 min |
| 07    | Raphael Riederer     | 2:09,98 min |
| 08    | Kilian Pramstaller   | 2:10,11 min |
| 09    | Lukas Passrugger     | 2:10,25 min |
| 10    | Oscar Heine          | 2:10,57 min |

Datum: 12. April 2024

Ort: Reiteralm

Start: 1660 m, Ziel: 1390 m

Höhendifferenz: 270 m

Tore 1. Lauf: 46, Tore 2. Lauf: 45

### Slalom
| Platz | Name                | Zeit        |
| ----- | ------------------- | ----------- |
| 01    | Fabio Gstrein       | 1:38,04 min |
| 02    | Oscar Heine         | 1:38,28 min |
| 03    | Dominik Raschner    | 1:38,32 min |
| 04    | Adrian Pertl        | 1:38,37 min |
| 05    | Kilian Pramstaller  | 1:38,46 min |
| 06    | Joshua Sturm        | 1:38,71 min |
| 07    | Tvrtko Ljutić (CRO) | 1:38,88 min |
|       | Simon Rueland       | 1:38,88 min |
| 09    | Michael Matt        | 1:39,09 min |
| 10    | Moritz Zudrell      | 1:39,47 min |

Datum: 11. April 2024

Ort: Reiteralm

Start: 1555 m, Ziel: 1390 m

Höhendifferenz: 165 m

Tore 1. Lauf: 53, Tore 2. Lauf: 52 

### Kombination
Nicht ausgetragen.

## Damen

### Abfahrt
| Platz | Name               | Zeit        |
| ----- | ------------------ | ----------- |
| 01    | Lena Wechner       | 1:03,49 min |
| 02    | Ricarda Haaser     | 1:03,59 min |
| 03    | Emily Schöpf       | 1:03,77 min |
| 04    | Christina Ager     | 1:03,97 min |
| 05    | Michaela Heider    | 1:04,05 min |
| 06    | Magdalena Egger    | 1:04,07 min |
| 07    | Nadine Fest        | 1:04,16 min |
| 08    | Sabrina Maier      | 1:04,85 min |
| 09    | Nicole Eibl        | 1:04,89 min |
| 10    | Carmen Spielberger | 1:04,91 min |

Datum: 9. April 2024

Ort: Reiteralm

Start: 1865 m, Ziel: 1404 m

Höhendifferenz: 461 m

Tore: 24

### Super-G
| Platz | Name                | Zeit    |
| ----- | ------------------- | ------- |
| 01    | Franziska Gritsch   | 48,20 s |
| 01    | Emily Schöpf        | 48,20 s |
| 03    | Elisabeth Kappaurer | 48,41 s |
| 04    | Magdalena Egger     | 48,47 s |
| 05    | Lena Wechner        | 48,63 s |
| 06    | Victoria Olivier    | 48,73 s |
| 07    | Stephanie Brunner   | 48,98 s |
| 08    | Ricarda Haaser      | 49,01 s |
| 09    | Nicole Eibl         | 49,04 s |
| 10    | Nadine Fest         | 49,06 s |

Datum: 11. April 2024

Ort: Reiteralm

Start: 1750 m, Ziel: 1390 m

Höhendifferenz: 360 m

Tore: 27

### Riesenslalom
| Platz | Name                    | Zeit        |
| ----- | ----------------------- | ----------- |
| 01    | Viktoria Bürgler        | 2:12,98 min |
| 02    | Katharina Truppe        | 2:13,13 min |
| 03    | Katharina Liensberger   | 2:13,33 min |
| 04    | Maja Waroschitz         | 2:13,82 min |
| 05    | Valentina Rings-Wanner  | 2:14,28 min |
| 06    | Vivien Insam (ITA)      | 2:14,53 min |
| 07    | Amanda Salzgeber        | 2:14,77 min |
| 08    | Elena Riederer          | 2:14,82 min |
| 09    | Valentina Pfurtscheller | 2:15,07 min |
| 10    | Angelina Salzgeber      | 2:15,12 min |
| 10    | Leonie Raich            | 2:15,12 min |

Datum: 12. April 2024

Ort: Reiteralm

Start: 1660 m, Ziel: 1390 m

Höhendifferenz: 270 m

Tore 1. Lauf: 44, Tore 2. Lauf: 43 

### Slalom
| Platz | Name                   | Zeit        |
| ----- | ---------------------- | ----------- |
| 01    | Maja Waroschitz        | 1:39:40 min |
| 02    | Natalie Falch          | 1:40,39 min |
| 03    | Victoria Olivier       | 1:41,66 min |
| 04    | Valentina Rings-Wanner | 1:41,81 min |
| 05    | Julia Flatscher        | 1:42,38 min |
| 06    | Leonie Binna           | 1:42,83 min |
| 07    | Amelie Gstrein         | 1:43,47 min |
| 08    | Elisabeth Kucera       | 1:43,81 min |
| 09    | Elisa Eder             | 1:44,06 min |
| 10    | Lena Frommer           | 1:44,24 min |

Datum: 11. April 2024

Ort: Reiteralm

Start: 1555 m, Ziel: 1390 m

Höhendifferenz: 165 m

Tore 1. Lauf: 53, Tore 2. Lauf: 52 

### Kombination
Nicht ausgetragen.